# Дрогоевский, Ян Томаш
Иван Фома Дрогоевский (Ян Томаш Дрогоевский) из Дрогоева (пол. Jan Tomasz Drohojowski; 1535 — 12 ноября 1605, Пшемысль) — польский шляхтич герба Корчак, референдарий коронный, староста пшемысльский. Был послом польского короля Стефана Батория в Турции в 1578 году. Владелец замка и имений в Рыботичах.
Сын Кристофа Дрогоевского и Елизаветы Фредро. У него было пять сестёр: Анна, Ядвига, Екатерина, Софья, Регина, и два брата: Килиан Дрогоевский и Ян Кристоф Дрогоевский — королевский секретарь.
Будучи старостой перемышльским, сдружился с Николаем Гербуртом (1524—1593), перемышльским кастеляном. Женился на его дочери, Ядвиге Гербурт. От этого брака был сын Николай Мартин Дрогоевский — женившийся на Софье Барановской. Ян Томаш был владельцем имений Ямна Дольная и Ямна Горная, Троица, Войткова, Юркова, которые были приданым его жены.
20 октября 1600 года Ян Томаш Дрогоевский командовал собственным полком в сражении под Буковой у реки Телижан вблизи Плоешти, где двадцатитысячная польско-литовская армия под предводительством Замойского разбила войска Михая Храброго.
В июле 1603 года Марцин Стадницкий за долг 27000 злотых пытался захватить сёла, принадлежащие Дрогоевскому: Ямну, Бахов, Берёзка и Ловчине, а в октябре в связи с претензией на 11000 злотых Станислав Стадницкий, кастелян Перемышля (1582—1610) хотел захватить Тростянец и Грузьова, Ямна и Лимна, но в обоих случаях Ян Томаш возражал против передачи владений. С другой стороны Дрогоевский пытался взять деревни, принадлежащие хорунжему земли Санока Станислава Тарнавского, во исполнение долга в 70000 злотых. Несмотря благоприятные для Дрогоевского судебные решения, исполнить их не удалось, так как Тарнавский пожертвовал свои владения Станиславу Стадницкому, и тот стал ему покровительствовать. В спор дважды вмешивался король Сигизмунд III Ваза, но безрезультатно.
Ян Томаш Дрогоевский был убит во время нападения Станислава Стадницкого, кастеляна перемышльского на замок в Перемышле в 1605 году и умер от ран там же 12 ноября 1605 года. После смерти референдария, его вдова Ядвига оказалассь в тяжёлом положении. Станислав Стадницкий «Дьявол» (родственник кастеляна перемышльского) захватил за долги её владения в Воютичах, Ян Красицкий разорил Рыботичи, а затем Мартин Стадницкий осадил в Рыботичах замок Дрогоевского, где она укрылась. В 1606 году Стадницкий хотел присвоить Ямну, Ломну, Грузьова и Тростянец. За неимением провианта замок в конце концов был сдан, и захватчик присвоил все его оборудование. В замке Дрогоевского затем остался Станислав «Дьявол» Стадницкий.
В 1617 году сын Яна Томаша, Николай Марцин Дрогоевский, большую часть унаследованных владений, то есть город Рыботичи с окрестностями и замком, села Бориславская Посада, Бжуска, Ямна, Троицкий, Ломна, Грузьова, Тростянец, Кривое, Войткова, Сенково, Юрково с усадьбой, половину Лодзинок и часть владений в Сопотнях продал Николаю Вольскому — маршалку короны.